# 고재욱
고재욱(한국 한자: 高在旭, 1951년 12월 20일 ~ )은 대한민국의 전 축구 선수 및 지도자이다.

## 선수 경력
충렬초등학교에서 축구를 처음 시작해 통영중학교-중동고등학교-고려대학교를 거쳐 1970년대 5년간의 국가대표선수를 지냈다. 당시 부지런한 몸놀림과 재치있는 플레이로 팬들의 사랑을 받았다.
중동고등학교 시절부터 두각을 나타내며 청소년 대표로 선발, 필리핀과 일본에서 거행된 아시아 청소년 축구대회에 출전했으며 71년 국가대표팀 상비군에 선발된 이후 73년 월드컵 예선전 오스트레일리아와의 경기에서 동점골까지 뽑아내며 분전했으나 결국 예선에 머문 아쉬움을 간직하고 있으며 75년 연습도중 무릎인대가 크게 손상되는 부상으로 대표팀에서 떠나 국민은행 축구단에서 1년간 더 선수생활을 한 뒤 원치 않는 은퇴를 하게 되었다.

## 지도자 경력
은퇴 후 모교인 중동고등학교가 전통의 빛을 잃어가던 1978년 팀을 맡아 중고연맹전 우승, 대통령배 준우승 등 고교 탑클래스로 끌어올리며 능력을 인정받기 시작했다. 그 후 1984년부터 럭키금성 황소 코치로 재임하다 1988년 감독대행직을 수행하다 1989년 정식감독으로 취임하였고, 이듬해인 1990년 럭키금성 황소를 우승으로 이끌어 생애 처음 K리그 우승의 기쁨을 맛보았다. 그 후 1995년 성적부진으로 해임된 차범근 감독의 뒤를 이어 1995년 울산 현대 호랑이의 감독이 되었고 역시 이듬해 1996년 K리그에서 구단 사상 최초의 K리그 우승을 달성하여 다시 한 번 지도력을 인정받았으나 2000년 시즌 도중 성적부진 때문에 해임됐으며 그 이후 프로축구계에 돌아오지 못했다.

## 국가대표팀 경력
- 1972년 메르데카컵
- 1974년 FIFA 월드컵 아시아 지역 최종예선
- 1974년 아시안 게임
- 1976년 AFC 아시안컵 예선

## 플레이 스타일
선수 시절 스피드와 스태미너가 좋은 선수였으며, 주로 미드필더에서 링커 역할을 수행 하였다.

## 수상 내역

### 감독
럭키금성 황소
- K리그 우승 1회 : 1990
- K리그 준우승 2회 : 1989, 1993
- 리그컵 준우승 1회 : 1992

 울산 현대 호랑이
- K리그 우승 1회 : 1996